# Florian Thauvin
Florian Tristan Mariano Thauvin (Orléans, 26 januari 1993) is een Frans voetballer die doorgaans als flankaanvaller speelt. Hij verruilde Olympique Marseille in mei 2021 voor Tigres UANL, waar hij samen ging spelen met zijn landgenoot André-Pierre Gignac. Thauvin debuteerde in 2017 in het Frans voetbalelftal.

## Clubcarrière

### Grenoble en Bastia
Thauvin stroomde in 2011 door vanuit de jeugd van Grenoble. Daarvoor maakte hij op 11 maart van dat jaar zijn debuut in het eerste elftal, tegen Vannes. Omdat de club dat jaar degradeerde uit de Ligue 2, besloot hij Grenoble te verlaten en een contract te tekenen bij SC Bastia. Hij speelde slechts drie wedstrijden voor Grenoble. 
In zijn eerste seizoen bij Bastia werd hij kampioen van de Ligue 2, hoewel hij zelf niet bijdroeg met goals of assists. Thauvin maakte op 28 oktober 2012 twee doelpunten in een met 3-1 gewonnen wedstrijd thuis tegen Girondins Bordeaux. Het waren zijn eerste goals voor Bastia en in de Ligue 1. Thauvin tekende op 30 januari 2013 contract tot medio 2017 bij Lille OSC. De Noord-Franse club betaalde 3,5 miljoen euro voor de creatieve middenvelder. Het liet Thauvin wel het seizoen afmaken bij SC Bastia, waar hij het seizoen eindigde met tien goals en vier assists in alle competities. 

### Olympique Marseille
Thauvin zou bij Lille nooit een wedstrijd spelen, want hij tekende op 2 september 2013 een vijfjarig contract bij Olympique Marseille, dat vijftien miljoen euro voor hem betaalde. In twee seizoenen bij Marseille kwam hij tot 79 wedstrijden, waarin hij vijftien doelpunten en dertien keer een ploeggenoot voorbereidde.

### Newcastle United
Thauvin tekende in augustus 2015 een contract tot medio 2020 bij Newcastle United, de nummer vijftien van de Premier League in het voorgaande seizoen. Het betaalde circa €17.000.000,- voor hem aan Olympique Marseille. Thauvin maakte op 22 augustus 2015 zijn debuut voor Newcastle, tijdens een in 0-0 geëindigde competitiewedstrijd uit bij Manchester United. Hij viel die dag in de 69ste minuut in voor Gabriel Obertan. Zijn eerste doelpunt in Engelse dienst volgde drie dagen later, in de eerste ronde van het toernooi om de League Cup. Daarin won hij met Newcastle met 4-1 van het op dat moment in de League Two uitkomende Northampton Town. Thauvin begon de wedstrijd voor het eerst in de basis, maakte na drie minuten de 1-0 en gaf assists bij alle drie de andere doelpunten van zijn ploeg. Thauvin werd bij Newcastle geen onbetwiste basisspeler en speelde slechts zestien wedstrijden in een halfjaar in Engeland.

### Terug bij Marseille
De Engelse club verhuurde hem in januari 2016 voor een half jaar en in augustus 2016 voor nog een jaar aan Olympique Marseille. Dat nam hem in juli 2017 vervolgens definitief over, nadat Thauvin het voorgaande seizoen goed was voor vijftien goals en tien assists. Slechts vier spelers scoorde dat seizoen meer in de Ligue 1. Het seizoen erop deed hij een serieuze gooi naar de topscorerstitel door 22 competitiegoals te scoren, onder meer door een hattrick tegen FC Metz op 2 februari 2018. Alleen Edinson Cavani (28 goals) kon hem dat jaar overtreffen, terwijl Thauvin ook nog elf assists gaf. Dat seizoen bereikte Thauvin met Marseille de finale van de UEFA Europa League, die verloren werd van Atlético Madrid. In alle competities was Thauvin dat jaar bij 43 doelpunten betrokken in 54 wedstrijden, zijn beste seizoen uit zijn carrière. 
Het seizoen 2018/19 begon Thauvin opnieuw sterk, met zes goals na zes competitiewedstrijden. Op 25 november 2018 scoorde Thauvin een hattrick tegen Amiens SC, waar Marseille met 3-1 van won. Hij was goed voor achttien goals en negen assists dat seizoen. Het seizoen 2019/20 lag Thauvin er bijna helemaal uit door een knieblessure. In zijn achtste seizoen, gerekend over twee periodes, was hij weer goed voor acht goals en tien assists. In totaal speelde Thauvin 281 wedstrijden voor Marseille, waarmee hij zich in de all-time toptien nestelde. Met 86 doelpunten stond hij bovendien zesde op de alltime topscorerslijst van Marseille.

### Tigres
In mei 2021 tekende hij een vijfjarig contract bij de Mexicaanse club Tigres UANL, dat hem transfervrij overnam. Hij speelde daar anderhalf seizoen en kwam tot 38 wedstrijden, acht goals en vijf assists.

### Udinese
In de winter van 2023 tekende hij een contract voor tweeënhalf jaar bij Udinese, waar hij op 5 februari zijn debuut maakte tegen Torino FC. In zijn eerste halfjaar kwam hij niet tot goals of assists in Italië. Op 11 augustus was hij in de eerste ronde van de Coppa Italia tegen Catanzaro goed voor zijn eerste doelpunt en assist voor Udinese. Op 23 oktober scoorde Thauvin als schaduwspits in een 3-5-2 zijn eerste doelpunt in de Serie A. 

## Clubstatistieken
| Seizoen     | Club                  | Competitie     | Competitie | Competitie | Competitie | Beker | Beker | Beker | Internationaal | Internationaal | Internationaal | Totaal | Totaal | Totaal |
| Seizoen     | Club                  | Competitie     | Wed.       | Dlp.       | Ass.       | Wed.  | Dlp.  | Ass.  | Wed.           | Dlp.           | Ass.           | Wed.   | Dlp.   | Ass.   |
| ----------- | --------------------- | -------------- | ---------- | ---------- | ---------- | ----- | ----- | ----- | -------------- | -------------- | -------------- | ------ | ------ | ------ |
| 2010/11     | Grenoble Foot         | Ligue 2        | 3          | 0          | 0          | 0     | 0     | 0     | —              | —              | —              | 3      | 0      | 0      |
| 2011/12     | SC Bastia             | Ligue 2        | 13         | 0          | 0          | 3     | 0     | 0     | —              | —              | —              | 16     | 0      | 0      |
| 2012/13     | SC Bastia             | Ligue 1        | 32         | 10         | 3          | 3     | 0     | 1     | —              | —              | —              | 35     | 10     | 4      |
| 2013/14     | Olympique Marseille   | Ligue 1        | 31         | 8          | 4          | 4     | 1     | 1     | 6              | 1              | 1              | 41     | 10     | 6      |
| 2014/15     | Olympique Marseille   | Ligue 1        | 36         | 5          | 7          | 2     | 0     | 0     | —              | —              | —              | 38     | 5      | 7      |
| 2015/16     | Newcastle United      | Premier League | 13         | 0          | 0          | 3     | 1     | 3     | —              | —              | —              | 16     | 1      | 3      |
| 2015/16     | → Olympique Marseille | Ligue 1        | 16         | 2          | 0          | 4     | 2     | 0     | 2              | 0              | 0              | 22     | 4      | 0      |
| 2016/17     | → Olympique Marseille | Ligue 1        | 38         | 15         | 10         | 5     | 0     | 2     | —              | —              | —              | 43     | 15     | 12     |
| 2017/18     | Olympique Marseille   | Ligue 1        | 35         | 22         | 11         | 4     | 0     | 1     | 15             | 4              | 5              | 54     | 26     | 17     |
| 2018/19     | Olympique Marseille   | Ligue 1        | 33         | 16         | 8          | 1     | 0     | 0     | 3              | 2              | 1              | 37     | 18     | 9      |
| 2019/20     | Olympique Marseille   | Ligue 1        | 2          | 0          | 0          | 0     | 0     | 0     | —              | —              | —              | 2      | 0      | 0      |
| 2020/21     | Olympique Marseille   | Ligue 1        | 36         | 8          | 8          | 2     | 0     | 1     | 6              | 0              | 1              | 44     | 8      | 10     |
| 2021/22     | Tigres UANL           | Liga MX        | 27         | 5          | 3          | 0     | 0     | 0     | 1              | 0              | 0              | 28     | 5      | 3      |
| 2022/23     | Tigres UANL           | Liga MX        | 10         | 3          | 2          | 0     | 0     | 0     | —              | —              | —              | 10     | 3      | 2      |
| 2022/23     | Udinese               | Serie A        | 16         | 0          | 0          | —     | —     | —     | —              | —              | —              | 16     | 0      | 0      |
| 2023/24     | Udinese               | Serie A        | 27         | 4          | 3          | 2     | 1     | 2     | —              | —              | —              | 29     | 5      | 5      |
| Club Totaal | Club Totaal           | Club Totaal    | 37         | 8          | 5          | 0     | 0     | 0     | 1              | 0              | 0              | 38     | 8      | 5      |
| TOTAAL      | TOTAAL                | TOTAAL         | 325        | 94         | 56         | 31    | 4     | 9     | 33             | 7              | 8              | 389    | 105    | 73     |

## Interlandcarrière
Thauvin kwam uit voor diverse Franse nationale jeugdelftallen. Hij won in 2013 met Frankrijk -20 het WK –20 in Turkije. Hij debuteerde op 2 juni 2017 in het Frans voetbalelftal. Hij viel die dag in de 80e minuut in voor Antoine Griezmann tijdens een met 5–0 gewonnen oefeninterland thuis tegen Paraguay. Thauvin won een jaar later met Frankrijk het WK 2018. Hij kwam tijdens dat toernooi zelf één minuut in actie, als invaller voor Kylian Mbappé tijdens de met 4–3 gewonnen achtste finale tegen Argentinië.

## Erelijst
| Competitie                  |        |         |        |        |
| Competitie                  | Aantal | Jaren   |        |        |
| Bastia                      | Bastia | Bastia  | Bastia | Bastia |
| --------------------------- | ------ | ------- | ------ | ------ |
| Kampioen Ligue 2            | 1x     | 2011/12 |        |        |
| Frankrijk –20               |        |         |        |        |
| Wereldkampioenschap –20     | 1x     | 2013    |        |        |
| Frankrijk                   |        |         |        |        |
| Wereldkampioenschap voetbal | 1x     | 2018    |        |        |

1 Silvestri ·
2 Ebosele · 
4 Lovrić ·
5 Guessand ·
6 Zarraga ·
7 Success ·
8 Quina ·
9 Davis ·
10 Deulofeu ·
12 Kamara ·
13 Ferreira ·
14 Abankwah ·
15 Buta ·
17 Lucca ·
18 Pérez ·
19 Ehizibue ·
20 Semedo ·
22 Brenner ·
23 Ebosse ·
24 Samardžić ·
26 Thauvin  ·
27 Kabasele ·
28 Benkovic ·
29 Bijol ·
30 Giannetti ·
31 Kristensen ·
32 Payero ·
33 Zemura ·
34 Diawara ·
40 Okoye ·
79 Pejičić ·
93 Padelli ·
99 Piana ·
Karlström ·
Ekkelenkamp ·
Esteves ·
Bravo ·
Pizarro ·
Coach: Runjaic
1 Lloris  ·  
2 Pavard ·
3 Kimpembe ·
4 Varane ·
5 Umtiti ·
6 Pogba ·
7 Griezmann ·
8 Lemar ·
9 Giroud ·
10 Mbappé ·
11 Dembélé ·
12 Tolisso ·
13 Kanté ·
14 Matuidi ·
15 Nzonzi ·
16 Mandanda ·
17 Rami ·
18 Fekir ·
19 Sidibé ·
20 Thauvin ·
21 Hernández ·
22 Mendy ·
23 Aréola ·
Coach: Deschamps